# 1992年冬季奧林匹克運動會愛沙尼亞代表團
1992年冬季奧林匹克運動會愛沙尼亞代表團是愛沙尼亞所派出的1992年冬季奧林匹克運動會代表團。這是該國自1991年脫離蘇聯恢復獨立後首次參加冬季奧運會。

## 外部連結
- EOK – Albertville 1992 （愛沙尼亞語）